# Альпиев, Аманбек Никметович
Аманбек Никметович Альпиев (род. 19 сентября 1942, Фрунзе, Киргизская ССР, СССР) — киргизский советский кинорежиссёр. Заслуженный работник культуры Киргизской ССР (1976).

## Биография
Родился 19 сентября 1942 года во Фрунзе.
В 1965—1968 годах работал ассистентом оператора, в 1968—1978 годах — режиссёром студии «Киргизтелефильм». В 1974 году окончил режиссёрский факультет Ленинградского государственного института театра, музыки и кинематографии. С 1979 года — режиссёр киностудии «Казахфильм».
Выступил режиссёром ряда документальных телевизионных фильмов.

## Фильмография
- 1982 — Орнамент
- 1984 — Сладкий сок внутри травы

## Награды
- 1976 — Заслуженный работник культуры Киргизской ССР
- 1985 — Специальный приз жюри за фильм «Сладкий сок внутри травы» на Всесоюзном кинофестивале в Минске
- 1985 — Серебряный приз за фильм «Сладкий сок внутри травы» на Московском международном кинофестивале
- 1986 — Второй приз за фильм «Сладкий сок внутри травы» на Международном фестивале фильмов для детей в Томаре, Португалия